# AfroCrowd
AfroCrowd (viết cách điệu là AfroCROWD)  là sáng kiến nhằm tạo ra và cải thiện thông tin về văn hóa và lịch sử của người da đen trên Wikipedia. Dự án có trụ sở tại Thành phố New York được Alice Backer thành lập vào năm 2015.

## Thành lập

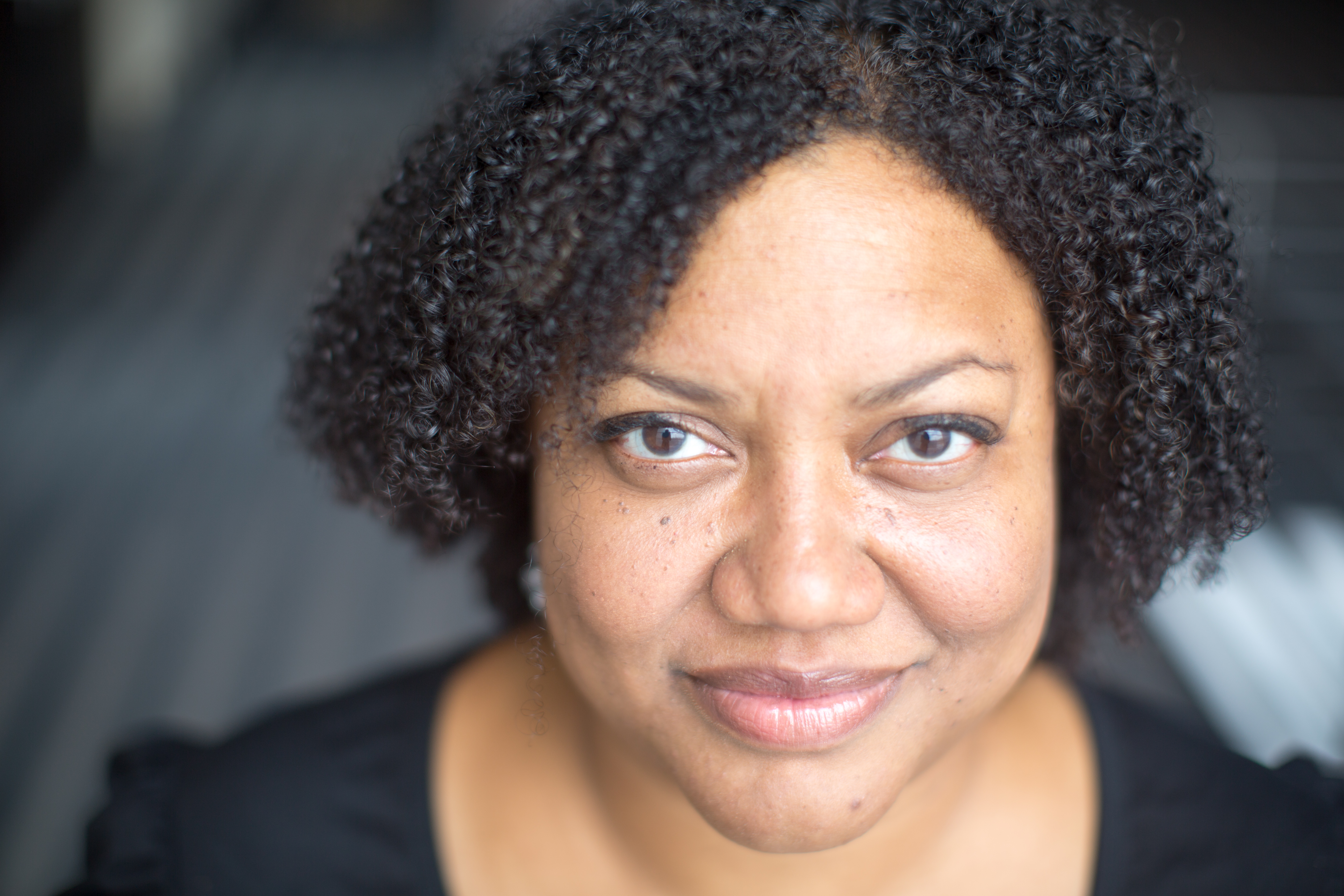
Alice Backer năm 2015

Một số nhà quan sát đã ghi nhận sự khan hiếm nội dung liên quan đến lịch sử châu Phi cận Sahara trên Wikipedia. Năm 2015, luật sư Alice Backer đã đứng ra thành lập AfroCROWD. Backer bèn ra mắt AfroCrowd để "khắc phục tình trạng thiếu bài viết về lịch sử và văn hóa của người da đen trên Wikipedia". Theo Backer, mục đích của dự án này nhằm "mang đến cho người da màu cơ hội làm được nhiều việc hơn là tham gia và sử dụng mạng xã hội".

## Chiến lược và chiến thuật
AfroCrowd từng tổ chức các buổi thảo luận và edit-a-thon trên khắp khu vực đô thị New York. Họ đã hợp tác với các tổ chức khác như Trao đổi Văn hóa Haiti và Viện Ngôn ngữ Creole Haiti để tổ chức những sự kiện này.
AfroCrowd tìm cách gia tăng số lượng người gốc Phi tích cực tham gia Wikimedia và các phong trào kiến thức miễn phí.